# 苏中七战七捷纪念碑
苏中七战七捷纪念碑，位于江苏省南通市海安县海安镇，是中华人民共和国江苏省文物保护单位之一。
1995年4月19日，授予江苏省文物保护单位，是为纪念中国人民解放军取得第二次国共内战中苏中战役胜利，而兴建的近现代历史遗迹及革命纪念建筑物。